# Gare de Quintin
La gare de Quintin est une gare ferroviaire française de la ligne de Saint-Brieuc à Pontivy, située sur le territoire de la commune de Saint-Brandan, à proximité de Quintin, dans le département des Côtes-d'Armor, en région Bretagne.

## Situation ferroviaire
Établie à 165 m d'altitude, la gare de Quintin est située au point kilométrique (PK) 492,810 de la ligne de Saint-Brieuc à Pontivy, fermée au service des voyageurs, entre les gares de Plaintel et du Pas.

## Histoire

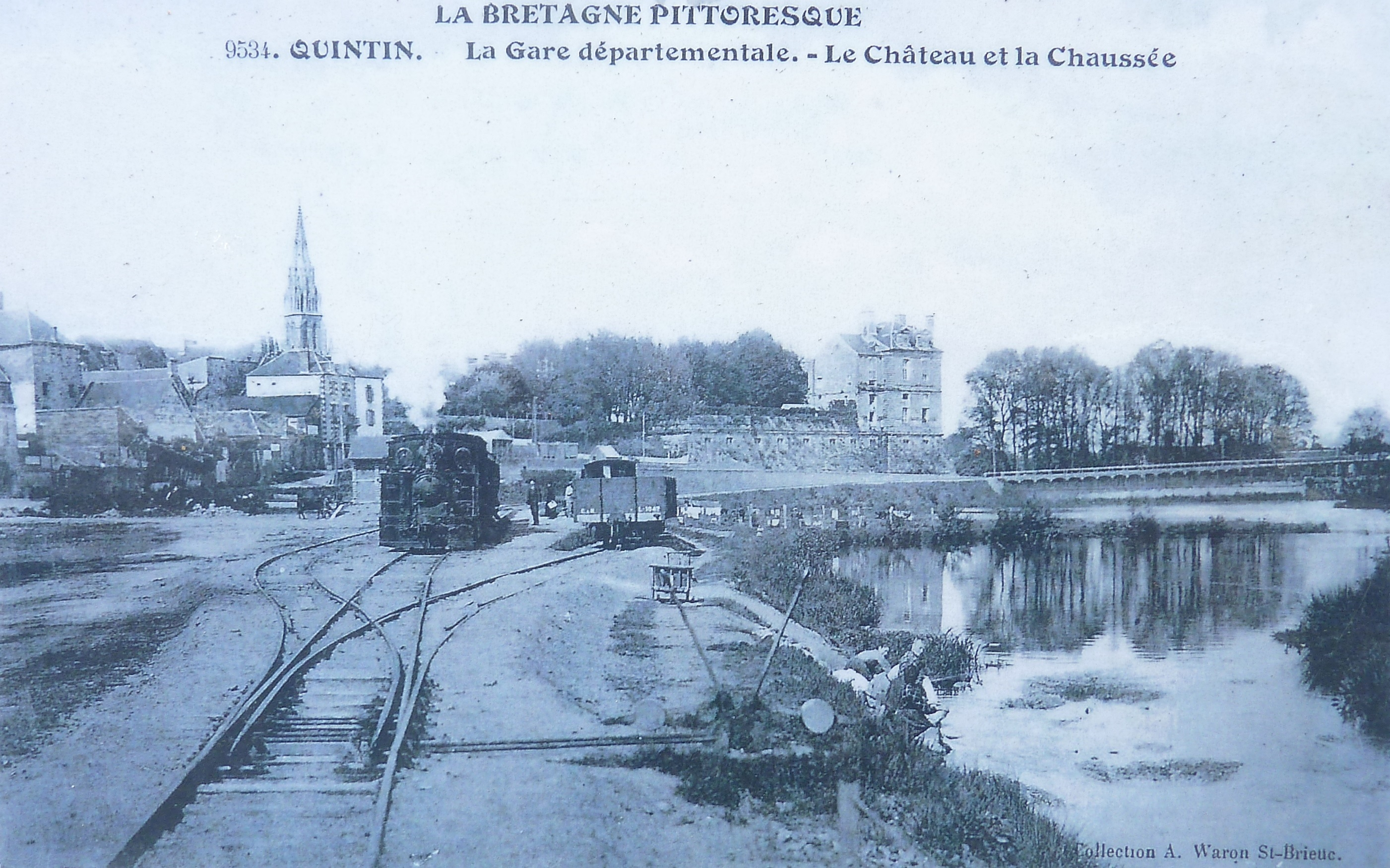
La gare départementale de Quintin vers 1910 (ligne ferroviaire allant de Quintin à Rostrenen).

Il ne faut pas confondre l'actuelle gare de Quintin avec l'ancienne gare départementale, qui était située sur la ligne allant de Quintin à Rostrenen.

## Services
Située sur une ligne fermée au trafic ferroviaire de voyageurs, la gare actuelle n'est aujourd'hui utilisée que pour la desserte marchandise. L'abri de quai (situé sur le quai en direction de Saint-Brieuc), le bâtiment voyageurs, ainsi que les deux quais sont toujours présents. Le dernier train de voyageurs a circulé le 31 août 2006.